# Gotor (kommunhuvudort)
Gotor är en kommunhuvudort i Spanien.   Den ligger i provinsen Provincia de Zaragoza och regionen Aragonien, i den nordöstra delen av landet, 210 km nordost om huvudstaden Madrid. Gotor ligger 612 meter över havet och antalet invånare är 381.
Terrängen runt Gotor är huvudsakligen kuperad, men den allra närmaste omgivningen är platt. Runt Gotor är det ganska glesbefolkat, med 43 invånare per kvadratkilometer. Närmaste större samhälle är Illueca, 2,0 km öster om Gotor. Omgivningarna runt Gotor är i huvudsak ett öppet busklandskap.